# Metriophasma ocellatum
Metriophasma ocellatum är en insektsart som först beskrevs av Salvador de Toledo Piza Júnior 1937.  Metriophasma ocellatum ingår i släktet Metriophasma och familjen Pseudophasmatidae. Inga underarter finns listade i Catalogue of Life.